# Dalby socken, Uppland
Dalby socken i Uppland ingick i Hagunda härad, uppgick 1967 i Uppsala stad och området ingår sedan 1971 i Uppsala kommun och motsvarar från 2016 Dalby distrikt.
Socknens areal är 21,95 kvadratkilometer varav 21,94 land. År 2000 fanns här 468 invånare. Hammarskogs herrgård samt kyrkbyn Dalby med sockenkyrkan Dalby kyrka ligger i socknen.  

## Administrativ historik
Dalby socken omtalas i skriftliga handlingar första gången 1291 ('ab ecclesia Dalby'). Kyrkans ålder är oklar. En romansk stenkyrka har i slutet av 1200-talet eller början av 1300-talet byggts om och förlängts mot öster till en salskyrka.
I äldre tid bestod kyrksocknen inte av byn Vreta som kyrkligt hörde till Uppsala-Näs socken. Vreta överfördes sedermera även administrativt till Uppsala-Näs genom kungligt brev den 24 maj 1889.
Vid kommunreformen 1862 övergick socknens ansvar för de kyrkliga frågorna till Dalby församling och för de borgerliga frågorna till Dalby landskommun. Landskommunen uppgick 1952 i Södra Hagunda landskommun som 1967 uppgick i Uppsala stad som 1971 ombildades till Uppsala kommun.
1 januari 2016 inrättades distriktet Dalby, med samma omfattning som församlingen hade 1999/2000.  
Socknen har tillhört län, fögderier, tingslag och domsagor enligt vad som beskrivs i artikeln Hagunda härad. De indelta soldaterna tillhörde Upplands regemente, Lagunda (Hagunda) kompani och Livregementets dragonkår, Uppsala skvadron.

## Geografi
Dalby socken ligger sydväst om Uppsala nordväst om Ekoln. Socknen är en slättbygd med viss skog i norr.

## Fornlämningar
Från bronsåldern finns spridda gravrösen, skärvstenshögar och några hällristningar. Från järnåldern finns 15 gravfält och stensträngar. Sex runstenar har påträffats.

## Namnet
Namnet skrevs 1291 Dalby och kommer från kyrkbyn och innehåller dal och by, 'gård; by'.